# Del James
Del James (New Rochelle, New York, 1964. február 5. –) amerikai zenész, író, újságíró, legismertebb munkája egy novella, ami a "November Rain" című Guns N’ Roses videót ihlette. James Axl Rose közeli barátja, egyben pedig a Guns N' Roses road menedzsere.

## Biográfia
Del James 1964. február 5-én született a New York-i New Rochelle-ben, gyerekkorát Mamaroneck városában töltötte.
1985-ben Hollywoodba, Kalifornia államba költözött. Rögtön az első hétvégén találkozott West Arkeen-el és egy – akkor ismeretlen – bandával a Guns N’ Roses-al. Del még mindig Axl Rose-al dolgozik, ő a Guns N’ Roses zenekar road menedzsere.

### Újságíró és író
Újságíróként ő volt a RIP nevű heavy metal magazin vezető szerkesztője, munkáit számos kiadványban publikálták, köztük a híres Rolling Stone magazinban is. Munkájáért "Maggy-díjra" jelölték, olyan zenészekkel és zenekarokkal csinált interjút, mint Keith Richards, Alice Cooper, Ronnie Wood, Kiss, The Cult, Guns N’ Roses.
Del megjelentetett egy rövid történetekből álló könyvet, aminek a The Language of Fear címet adta. Az iromány 1995-ben, a Dell/Abyss Books kiadásában jelent meg, majd egy évtizeddel később újra kihozták. Az előszóban Axl Rose is szerepel, mivel a "Without You" című történet ihlette a Guns N' Roses "November Rain" című dalából készült videóklipet.

### Ténykedése a zeneiparban
Del olyan együtteseknek készített videóklipet, mint a Guns N' Roses és a Soul. Társíróként olyan bandáknak írt dalokat mint a Testament ("So Many Lies", "Return to Serenity", "The Ritual" and "Dog Faced Gods"), TNT, Ricky Warwick, Stan Lynch, Rhett Forrester, Dizzy Reed, The Almighty és a Guns N' Roses, ("The Garden", "Yesterdays", a Grammy-díjra jelölt Use Your Illusion I és Use Your Illusion II albumokról). Ezen kívül koordinátornként részt vett a Guns N' Roses élő-felvételeket tartalmazó Live Era: ’87–’93 című albumán.

### Ténykedése a televízió- és filmiparban
Del James íróként volt jelen az Ultimate Fighting Championship (Severn v Coleman meccs, UFC 12, 1997. február 7.) élőben. A helyszín Buffalo, New York állam lett volna, de 48 órával a kezdés előtt az Alabama állambeli Dothan-be helyezték át.